# Chu Huy Mân
Chu Huy Mân (17 tháng 3 năm 1913 – ngày 1 tháng 7 năm 2006) là một chính khách và tướng lĩnh Quân đội nhân dân Việt Nam, hàm Đại tướng. Ông từng giữ chức Ủy viên Bộ Chính trị, Phó Chủ tịch Hội đồng Nhà nước, Chủ nhiệm Tổng cục Chính trị Quân đội nhân dân Việt Nam. Ông nổi tiếng với vai trò Tư lệnh Quân khu Tây Bắc và được bổ nhiệm làm chính ủy cho chiến dịch Tây Nguyên và chiến dịch Huế – Đà Nẵng trong Chiến tranh Việt Nam.

## Tiểu sử
Ông tên thật là Chu Văn Điều, sinh ngày 17 tháng 3 năm 1913 tại xã Yên Lưu, tổng Yên Trường, phủ Hưng Nguyên (nay thuộc xã Hưng Hòa, thành phố Vinh, tỉnh Nghệ An).

## Sự nghiệp
Ông tham gia cách mạng từ năm 1929, kết nạp vào Đảng năm 1930. Trong cao trào Xô viết Nghệ Tĩnh, ông tham gia đội Tự vệ đỏ và là đội phó đội tự vệ xã, sau đó làm Bí thư chi bộ xã (năm 1933), Bí thư phân Huyện ủy huyện Hưng Nguyên, tỉnh Nghệ An (năm 1936).
Tháng 5 năm 1935, ông đổi tên là Chu Huy Mân. Ngoài ra, ông còn có một số bí danh như Vũ Chân, Lê Thế Mỹ, Trần Thanh Lạc, Hai Mạnh.
Từ 1937 đến năm 1940, ông bị thực dân Pháp bắt giam nhiều lần ở nhà lao Vinh, đến năm 1940 đưa đi giam ở Đắc Lay rồi Đắc Tô, Kon Tum. Năm 1943, ông vượt ngục, tiếp tục hoạt động cách mạng, tham gia Ban Việt Minh tỉnh và Tỉnh ủy Quảng Nam, sau đó làm Phó Bí thư Tỉnh ủy Quảng Nam.
Sau khi giành được chính quyền năm 1945, ông vào quân đội và lần lượt giữ các chức vụ: Chính trị viên Tỉnh đội Quảng Nam; sau đó làm Chủ tịch Ủy ban Quân chính 4 tỉnh Trung Bộ, Trưởng ban Kiểm tra Đảng, Ủy viên Quân khu Việt Bắc.
Từ năm 1947 đến năm 1949 là Trung đoàn trưởng, Bí thư Trung đoàn ủy các Trung đoàn 72, Trung đoàn 74 Cao Bằng và Trung đoàn 174 Cao - Bắc - Lạng.
Tháng 5-1951, ông làm Phó Chính ủy, sau đó làm Chính ủy Đại đoàn 316, Bí thư Đảng ủy Đại đoàn 316, tham gia Chiến dịch Điện Biên Phủ năm 1954.
Tháng 8-1954, là Đoàn trưởng Bí thư Đảng ủy Đoàn chuyên gia quân sự Việt Nam tại Lào.
Năm 1957, ông giữ chức Chính ủy Quân khu IV; 4/1958 là Chính ủy Quân khu Tây Bắc kiêm Bí thư Khu ủy Tây Bắc.

Thượng tướng Chu Huy Mân

Năm 1961 ông làm Tư lệnh kiêm Chính ủy, Bí thư Đảng ủy Quân khu 4.
Tháng 8-1965, làm Tư lệnh kiêm Chính ủy, Bí thư Đảng ủy Mặt trận B3 - Tây Nguyên.
Từ năm 1967 đến năm 1975, ông là Tư lệnh Quân khu 5, Phó bí thư Đảng ủy Quân khu, Chính ủy chiến dịch Huế- Đà Nẵng.
Từ 1975 đến 1976, ông là Chính uỷ, kiêm Tư lệnh, Bí thư Đảng ủy Quân khu 5.
Đại hội Đại biểu toàn quốc lần thứ IV của Đảng năm 1976, ông được bầu vào Ban Chấp hành Trung ương và Trung ương bầu làm Ủy viên Bộ Chính trị và được cử giữ chức Phó Bí thư Đảng ủy Quân sự Trung ương, Trưởng ban Kiểm tra Đảng ủy Quân sự Trung ương, Chủ nhiệm Tổng cục Chính trị (1977-1986), phụ trách công tác giúp Cách mạng Lào, Giám đốc Trường Nguyễn Ái Quốc (năm 1980).
Ông là Đại biểu Quốc hội khoá II, VI, VII, được Quốc hội bầu làm Phó Chủ tịch Hội đồng Nhà nước khóa VII (1981-1986), là Ủy viên Ban Chấp hành Trung ương Đảng Cộng sản Việt Nam khoá III, IV, V, Ủy viên Bộ Chính trị khoá IV, V.
Sau Đại hội VI, ông nghỉ hưu theo chế độ.
Ngày 21 tháng 01 năm 1995, Chủ tịch nước Lê Đức Anh ký quyết định số 401KT/CT trao tặng huân chương Sao Vàng cho Đại tướng Chu Huy Mân vì những công lao to lớn đối với sự nghiệp cách mạng của Đảng và dân tộc.
Đại tướng Chu Huy Mân qua đời ngày 1-7-2006 tại Bệnh viện Trung ương Quân đội 108.
Ông được an táng tại Nghĩa trang Mai Dịch, Hà Nội.

## Khen thưởng
Đại tướng Chu Huy Mân được Đảng, Nhà nước Việt Nam tặng thưởng nhiều phần thưởng cao quý:
- Huân chương Sao Vàng (21/01/1995).
- Huân chương Hồ Chí Minh.
- Huân chương Độc lập hạng Nhất.
- Huân chương Quân công hạng Nhất.
- 02 Huân chương Quân công hạng Nhì.
- Huân chương Chiến thắng hạng Nhất.
- Huân chương Kháng chiến hạng Nhất.
- Huân chương Chiến công hạng Nhất.
- Huân chương Chiến công hạng Nhì.
- Huy chương Quân kỳ quyết thắng.
- Huân chương Chiến sĩ vẻ vang hạng Nhất, Nhì, Ba.
- Huy hiệu 75 năm tuổi Đảng và nhiều huân, huy chương khác.

## Lịch sử thụ phong quân hàm
| Cấp bậc | Thiếu tướng | Thượng tướng (thăng vượt cấp) | Đại tướng |  |  |  |  |  |  |  |
|         |             |                               |           |  |  |  |  |  |  |  |

## Gia đình
Tháng 5 năm 1937, thực dân Pháp bắt ông rồi đưa đi nhiều nhà tù, ai cũng bảo ông đã bị Pháp giết trong nhà tù. Vợ ông tần tảo nuôi 2 đứa con chờ chồng, nhưng trận đói lịch sử năm 1945 đã khiến người con trai 7 tuổi mất. Vợ ông bế đứa con gái còn nhỏ đến Hà Nội xin ăn để tìm đường sống.
Ngày ông trở về chỉ còn căn nhà hoang vắng. Người vợ nghĩ ông đã chết cũng đi lấy chồng. Đến năm 1952, ông mới đi bước nữa với Lê Thu Thủy, cán bộ  phụ nữ huyện Yên Dũng, Bắc Giang và sinh được 3 người con, 2 gái 1 trai.
Người con trai Chu Thế Sơn sinh năm 1959, nhập ngũ, nhập học Học viện Kỹ thuật Quân sự, chuyên ngành Công nghệ Chế tạo máy. Sau khi ra trường được điều về làm kỹ sư tại Nhà máy Z153, thuộc Tổng cục Kỹ thuật. Sau đó, ông Sơn công tác tại Văn phòng Bộ Quốc phòng. Ngày 25 tháng 5 năm 1998, Trung tá Chu Thế Sơn hy sinh khi chiếc máy bay trực thăng chở đoàn cán bộ tướng lĩnh, sĩ quan cao cấp của Quân đội nhân dân Việt Nam (tất cả 14 người, có Trung tướng Đào Trọng Lịch) đi công tác tại Lào bị rơi tại Xiêng Khoảng.
Ông còn có một người con gái là Thượng tá Chu Minh Châu, Phó Trưởng phòng PB11 (Phòng Tình báo, nay là Phòng An ninh Đối Ngoại) Công an Thành phố Hà Nội.

## Công trình gắn liền với tên tuổi của Chu Huy Mân
Tên của ông được đặt cho con đường ở Hà Nội (nối từ đường Nguyễn Văn Linh đến khu đô thị sinh thái Vinhomes Riverside), Đà Nẵng (nối đường Lê Đức Thọ và đường Ngô Quyền), Vinh (nối từ đường Nguyễn Viết Xuân) và ở phường Nam Lý, Đồng Hới, Quảng Bình (nối từ Hoàng Văn Thái đến Nguyễn Văn Linh)...Dự kiến Thành phố Hồ Chí Minh có đường mang tên ông 

### Sách
- Bộ tư lệnh Quân đoàn 3 (2006). Lịch sử hậu cần mặt trận Tây Nguyên Quân đoàn 3, 1964-2004. Nhà xuất bản Quân đội nhân dân.{{Chú thích sách}}:  Quản lý CS1: tên số: danh sách tác giả (liên kết)
- Chu Huy Mân (2004). Thời sôi động. Nhà xuất bản Quân đội nhân dân.
- Duy Tường (2004). Lịch sử Tổng cục chính trị Quân đội nhân dân Việt Nam: sách phát hành trong quân đội, Tập 2. Nhà xuất bản Quân đội nhân dân.
- Đinh Xuân Dũng, Hữu Mai (2004). Điện Biên Phủ: tuyển tập hồi ký (trong nước). Nhà xuất bản Chính trị quốc gia.
- Hà Minh Tân (2002). Lịch sử quân tình nguyện Việt Nam trong cuộc kháng chiến chống thực dân Pháp tại Lào. Nhà xuất bản Quân đội nhân dân.
- Hồ Sỹ Vịnh (2003). Nhớ về anh Đặng Thí. Nhà xuất bản Chính trị quốc gia.
- Lê Duy Anh (2006). Lược sử Đà Nẵng 700 năm, 1306-2006. Nhà xuất bản Đà Nẵng.
- Lê Hải Triều, Đặng Việt Thủy (2005). Tướng lĩnh quân đội nhân dân Việt Nam qua những trang hồi ức, Tập 1. Nhà xuất bản Quân đội nhân dân.
- Nguyễn Hùng Phong (1995). Lịch sử công tác Đảng - công tác chính trị hậu cần quân đội nhân dân Việt Nam: 1975-1994. Nhà xuất bản Quân đội nhân dân.
- Văn Tiến Dũng (1995). Đại thắng mùa xuân. Nhà xuất bản Quân đội nhân dân.